# 貝克島
貝克島（英語：Baker Island）是位於中太平洋赤道稍北的環礁，大約在檀香山西南3100千米（1675海里），夏威夷至澳大利亞的半程，面积1.18平方公里。貝克島是亚历山大群岛的岛屿，無人居住，美國負責防衛。

## 描述
在西侧海岸的中部，有一个早期定居点的废墟及其墓地，这是当年船只的登陆点。那里没有港口，只能离岸下锚。岛的四周环绕着一圈狭窄的暗礁，是航海危险地带，因此在靠近村落旧址处有一个日间信标。贝克岛上有一条很长的废弃的二战时期的飞机跑道，现在已经完全被植被覆盖，无法使用。
美国声称在贝克岛周边拥有专属经济区和领海。在1935年至1942年的殖民化努力中，该岛往往使用夏威夷时间，但当时的夏威夷时间并非现在的UTC-10，而是UTC−10:30。作为一个无人居住的岛屿，其时区是不确定的，但它位于UTC-12时区。

## 历史

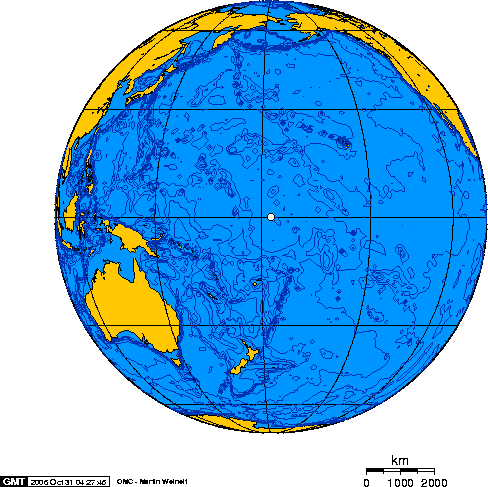
正投影圖

贝克岛于1818年被发现。来自楠塔基特岛的捕鲸船Equator号发现了它，船长Elisha Folger称之为“新楠塔基特岛”。1825年8月贝克岛再次被观测到，同样是一艘来自楠塔基特岛的捕鲸船——Loper号，该船船长是Obed Starbuck。贝克岛的名字大概來自於米歇爾·貝克，他于1834年来到该岛。不過有其他参考资料显示實際時間是1832年，而且曾于1839年8月14日驾驶着捕鲸船Gideon Howland号再次登岛，埋葬一名美国水手。
美国于1857年占领该岛屿，声称它适用1856年的鸟粪岛法案。1859年至1878年美国鸟粪公司在此采集鸟粪。1886年至1891年，英国的John T. Arundel及其公司使用一份由英国提出的声明以贝克岛为总部在太平洋挖掘鸟粪。为了声明主权，美国于1936年5月13日颁布7358号行政令。
1935年，美国人开始尝试在该岛短暂生活的殖民努力。1935年4月3日，美国殖民者乘美国海岸警卫队快艇Itasca号来到该岛，它还载着去往临近岛屿豪兰岛的殖民者。他们建立了一座灯塔、居所，并尝试种植各种植物。1938年，两位著名的夏威夷居民造访该岛，一丛看起来前景悲观的椰林被戏称为King-Doyle公园。这丛椰林在岛上是状况最好的，靠近一处渗出水。但干燥的气候、渴望栖息于此的海鸟没有给树木和灌木生存的机会。King-Doyle公园后来被美国地质调查局采纳为地理名称。
该殖民地被命名为Meyerton，以纪念1935年在此帮助建立营地的美国陆军队长H.A. Meyer。四名美国平民居住于此。1942年日本的空中和海上攻击后，他们全部撤离。二战期间，美军占领该岛。

## 科技設備
1944年9月至1946年7月，贝克岛的远距离无线电导航站是一个无线电操作基地。设站号为91，无线电呼号为NRN-1。

## 生物
贝克岛没有天然淡水来源。这里没有乔木，只有四种草本植物和低矮的灌木，植被稀疏。该岛是海鸟、海洋生物筑巢、栖息和觅食的栖息地。
贝克岛是一些生存受到威胁的濒危物种的家园。翻石鹬、斑尾塍鹬、三趾鹬、Numenius tahitiensis和金斑鸻，这些涉禽栖息于此，牠們都是美国国家优先保护计划重的高度关注物种。绿蠵龟和玳瑁都是生存受到威胁的物种，也出没于沿礁。
海鸟诸如白斑军舰鸟、白顶玄鸥和乌燕鸥也在该岛筑巢和栖息。该岛也被认为是北极繁殖的涉禽的中途休息站。

## 美国国家野生动物保护区
1974年6月27日，美国内政部秘书罗杰斯·莫顿创建贝克岛国家野生动物保护区，并于2009年扩大保护区范围以包括的岛屿的下沉陆地。现在保护区域包括陸地和水域。贝克岛和其他六个岛屿属于太平洋偏远岛屿国家野生动物综合保护区，由美国鱼类及野生动物管理局管理。2009年1月，乔治·W·布什总统将其升级为太平洋偏远国家海洋保护区。
贝克岛面临的环境挑战包括二战中废弃的军事残骸和非法海上捕鱼。人类活动导致的外来物种入侵，包括蟑螂和椰子树，取代了本地的野生动物。1937年引入的野猫，于1965年被根除。
公众只能持从美国鱼类及野生动物管理局的特别用途许可证进入贝克岛，许可一般仅限于科学家和教育家。该机构的代表平均每两年参观一次贝克岛，经常协调运输业余无线电操作员和美国海岸警备队，以支付高昂的后勤保障成本。

## 遗址和文物
过去人类占领的痕迹散布整个岛屿和近海水域。主要来自于美国军方1942年至1946年占领该岛期间。最引人注目的遗迹是一条宽而长的飞机跑道。现在完全长满植物，无法使用。岛的东北部，有一些残存的建筑物和重型设备，显然是主营区。五根木质天线杆仍然立于营地。一些坠毁飞机和大型设备如推土机则散布于整个岛屿。岛屿的中北部部分和北部边缘，散落着大量推土机残骸，其中还有残存的金属，燃料和下锅筒。海军报告称，二战期间在此损失11登陆艇。

## 在流行文化中的影响
流行网络动漫《Homestuck》的中的角色Jade Harley和Jake English住在贝克岛。